# Prof et Rebelle
 (janvier 2017).
Si vous disposez d'ouvrages ou d'articles de référence ou si vous connaissez des sites web de qualité traitant du thème abordé ici, merci de compléter l'article en donnant les références utiles à sa vérifiabilité et en les liant à la section « Notes et références ».
Pour plus de détails, voir Fiche technique et Distribution.
Prof et Rebelle (High School High) est une comédie américaine réalisée par Hart Bochner, sortie en 1996. Il s'agit d'une parodie des films de lycée aux ados en difficulté comme Esprits rebelles de John N. Smith ou Le Proviseur de Christopher Cain.

## Synopsis
Richard Clark (Jon Lovitz), professeur à la Wellington Academy, obtient un poste d'enseignement au lycée Marion Barry. Mais en arrivant sur place il découvre que le quartier de l'école est un endroit où le gang et la violence règnent. Malgré sa découverte de ce nouveau monde et de ses élèves en difficulté, Clark va trouver les moyens d'aider ses élèves et changer le lycée.

## Fiche technique
- Titre original : High School High
- Réalisation : Hart Botchner
- Scénario : David Zucker, Robert LoCash, Pat Proft
- Décors : Kathryn Peters
- Costumes : Mona May
- Photographie : Vernon Layton
- Musique : Ira Newborn
- Production : David Zucker, Robert LoCash, Gil Netter
  - Producteurs délégués : Sasha Harari, producteur exécutif : Bill Johnson
- Sociétés de distribution :  TriStar Production
- Pays d'origine :  États-Unis
- Langue originale : anglais
- Format : couleur
- Genre : Comédie
- Durée : 86 minutes
- Dates de sortie 
  -  États-Unis : 25 octobre 1996
  -  France : 12 février 1997

## Distribution
- Jon Lovitz (VF: Michel Mella ; VQ: Jacques Lavallée) : Richard Clark
- Tia Carrere (VF: Françoise Cadol ; VQ: Louise Choinière) : Victoria Chappell
- Louise Fletcher (VQ: Madeleine Arsenault) : Principal Evelyn Doyle
- Mekhi Phifer (VQ: Gilbert Lachance) : Griff McReynolds
- Malinda Williams (VQ: Sophie Léger) : Natalie Thompson
- Guillermo Díaz (VF: Emmanuel Karsen ; VQ: Daniel Lesourd) : Paco de la Vega El Camino Cordoba José Cuervo Sanchez Rodriguez Jr
- Brian Hooks (en) (VQ: Yanic Truesdale) : Anferny Jefferson
- Natasha Gregson (VQ: Johanne Léveillé) : Julie Rubels
- Marco Rodríguez (VF : Joël Zaffarano ; VQ: James Hyndman) : M. DeMarco
- John Neville (VQ: Alain Clavier) : Thaddeus Clark

## Box-office
Le film est resté aux États-Unis n° 2 lors de sa sortie 25 octobre 1996, juste derrière le film Sleepers. Le film est resté dans le top 5 les deux semaines suivantes, ce qui en fait un succès modeste au box-office.

## Accueil critique
Le film a reçu quelque critiques négatives lors de sa sortie. Il détient actuellement une cote de 13 % de « Rotten » sur le Tomatomètre sur Rotten Tomatoes avec une cote de 37 % par le public. Sur Allociné il reçoit une moyenne de 3,2 par les spectateurs.